# Pseudosphaeroma platense
Pseudosphaeroma platense är en kräftdjursart som först beskrevs av Giambiagi 1922.  Pseudosphaeroma platense ingår i släktet Pseudosphaeroma och familjen klotkräftor. Inga underarter finns listade i Catalogue of Life.